# 比爾·戈柏
比爾·戈柏（英語：Bill Goldberg，1966年12月27日—），本名威廉·史考特·戈柏（英語：William Scott Goldberg），是美國退休職業摔角選手、演員及前美式足球選手，目前受聘於世界摔角娛樂。比爾·戈柏最知名的時期是1997年至2001年待在世界冠軍摔角，以及2003年至2004年待在世界摔角娛樂的時候。比爾·戈柏最為著名的是：在個人比賽中有著一長段不敗的紀錄，官方統計數字為173比0。但也有人對這個數字提出質疑過。

## 職業摔角生涯

### 回歸WWE

#### 環球冠軍時期（2016–2017）
2016年5月31日，戈柏被宣佈為即將到來的WWE 2K17遊戲的預購獎勵。整個夏天，戈柏和WWE 2K17的封面明星和前競爭對手布洛克·雷斯納通過社群媒體和WWE 2K活動（例如Gamescom）相互侮辱。戈柏也出現在WWE 2K夏日衝擊賽事中，在按次付費賽事舉行前的週末，這引發人們猜測他將出現在賽事中與雷斯納對峙的情況。這導致保羅·黑門在10月10日的Raw上挑戰戈柏面對雷斯納，黑門說戈柏是雷斯納WWE職業生涯的一個污點，因為戈柏在2004年的摔角狂熱XX上擊敗雷斯納。接下來一週的Raw，戈柏十二年來第一次回到WWE，接受黑門的挑戰。這場比賽在強者生存中進行，戈柏在1分26秒內擊敗雷斯納。幾個月後，戈柏參加2017年1月29日的皇家大戰，在那裡他以第28位進場並在短暫的對抗和使出長矛衝刺後淘汰雷斯納，並在被送葬者淘汰之前淘汰魯塞夫和盧克·哈波爾。
雷斯納隨後出現在第二天晚上的Raw中，並要求在摔角狂熱33與戈柏進行最終比賽。戈柏在2月6日的Raw中接受雷斯納的挑戰，並在同一集中獲得挑戰WWE環球冠軍凱文·歐文斯的機會。在極速賽道上，戈柏在22秒內擊敗歐文斯贏得環球冠軍。這導致在摔角狂熱與雷斯納的比賽，形成WWE環球冠軍賽。在摔角狂熱中，戈柏輸給雷斯納，這也是他整個職業生涯中首次未遭受干擾的單打比賽失利。第二天晚上，戈柏出現在Raw上，向粉絲們告別，但並未排除未來的回歸。

#### WWE名人堂和零星出場（2018–至今）

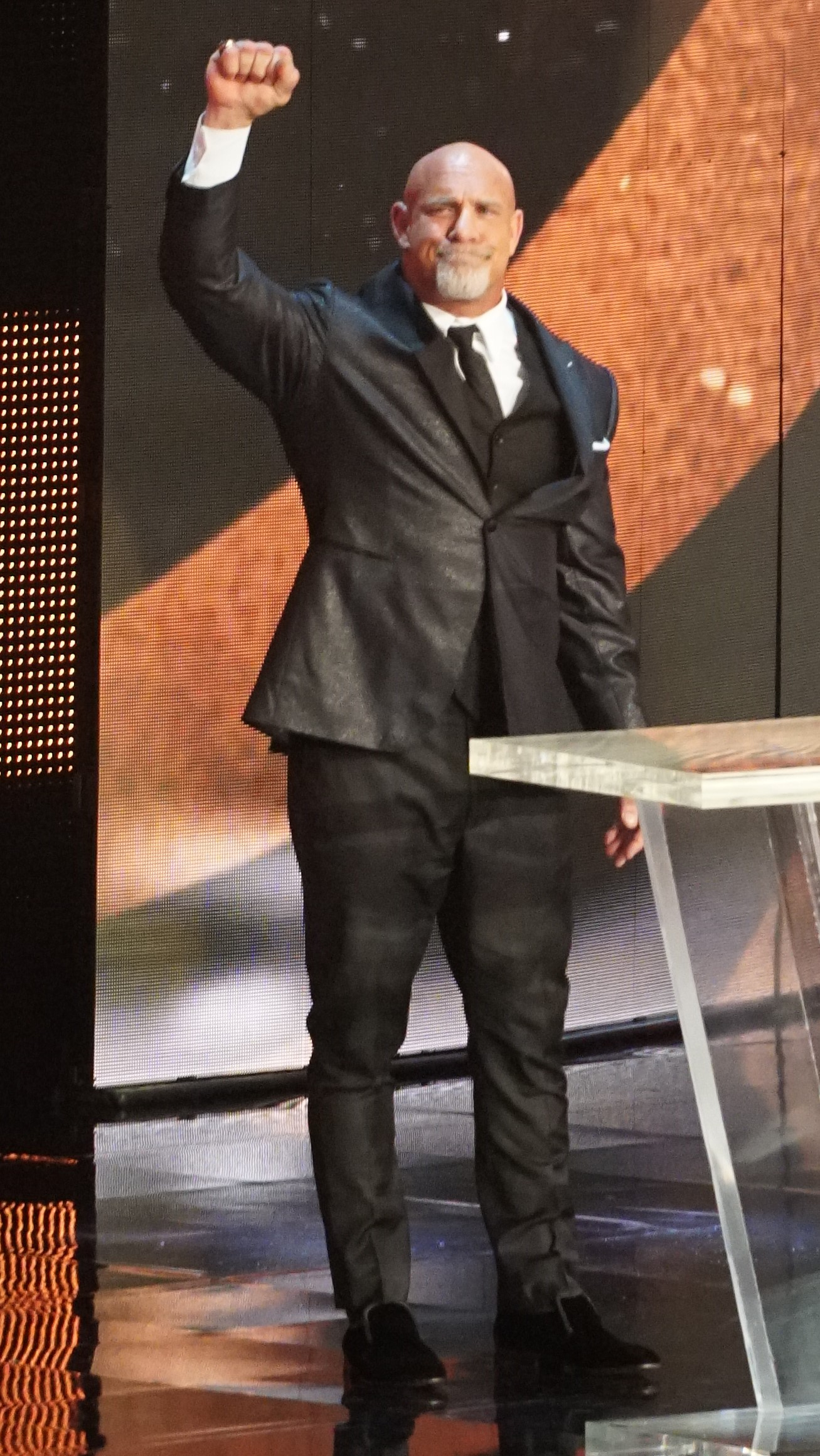
戈柏於2018年4月入選WWE名人堂

2018年1月15日，ESPN宣布戈柏將入選WWE名人堂。當WWE宣布這一消息時，這在Raw上得到證實。3月25日，保羅·黑門宣布將戈柏納入名人堂。儘管入選名人堂，戈柏仍繼續為WWE摔角。

## 摔角招式
- 終結技
  - Jackhammer(Delayed vertical suplex powerslam)（延時式垂直背部強力摔）
  - Spear（長矛衝刺）
- 招牌技
  - Ankle lock（腳踝固定）
  - Cross armbreaker（十字手臂破壞技）
  - Dragon screw
  - Fireman's carry slam（背負式摔擊）
  - Full nelson slam（全尼爾森式摔擊）
  - Kneebar
  - Kick（踢擊）
    - Big boot（戰靴踢擊）
    - Drop（飛身踢）
    - Hook
    - Super（超級強力踢）

  - Military press（俯身側平舉）
    - Drop
    - Flapjack（千斤摔擊俯身側平舉）
    - Gutbuster（腹部破壞俯身側平舉）
    - Slam
    - Spinebuster

  - Powerslam（強力摔擊）
    - Belly-to-back side（抱腰強力摔）
    - Front（正面強力摔）
    - Military press（俯身側平舉強力摔）
    - Scoop（蝎式強力摔）
    - Ura-nage（裏投式強力摔）

  - Suplex（過肩摔）
    - Belly to belly（抱腰過肩摔）
    - Pumphandle（唧筒式過肩摔）
    - Underhook

  - Pumphandle slam（唧筒式摔擊）
  - Pumphandle fallaway slam（唧筒式後拋摔）
  - Shoulder block（肩部撞擊）
  - Snap swinging neckbreaker（迅猛急轉碎頸摔）

## 冠軍經歷及成就
- 職業摔角畫報
  - 年度回歸（2016年）[33]
  - PWI年度最激勵人心摔角手（1998年）[33][34]
  - PWI年度最佳新人（1998年）[33][35]
  - PWI 500-第2名（1998年）[36]
  - PWI Years（個人）-第75名（2003年）[37]
- 《滾石》
  - 在2016年10位最佳WWE摔角選手中排名第5名[38]
- 世界冠軍摔角
  - WCW世界重量級冠軍（一次）[39]
  - WCW美國冠軍（兩次）[40][41]
  - WCW世界雙打冠軍（一次；與布雷特·哈特）[42]
  - 世界冠軍摔角三冠王1
- 世界摔角娛樂
  - 世界重量級冠軍（兩次）[43]
  - WWE環球冠軍（兩次）
  - 世界摔角娛樂名人堂（2018年）
- 摔角觀察通訊獎（英语：List of Wrestling Observer Newsletter awards）
  - 年度最佳新人（1998年）

1 ^  比爾·戈柏與布雷特·哈特同時成為世界冠軍摔角三冠王，但是比爾·戈柏為第五順位，而布雷特·哈特為第六順位的原因，是因為比爾·戈柏成為WCW世界重量級冠軍及WCW美國冠軍的時間都比布雷特·哈特早。

## 外部連結
- 找不到URL。请在此处指定URL或在维基数据上添加。 （英文）
- 戈柏在WWE官方網站的介紹 （页面存档备份，存于）（英文）
- 比爾·戈柏在互联网电影资料库（IMDb）上的資料（英文）